# Contea di Wubu
La contea di Wubu (吴堡县S, Wúbǔ XiànP) è una contea della Cina, situata nella provincia dello Shaanxi e amministrata dalla prefettura di Yulin.